# John Carpenter Carter

General Carter

John Carpenter Carter (* 19. Dezember 1837 in Waynesboro, Georgia; † 10. Dezember 1864) war ein Brigadegeneral der Konföderierten im Sezessionskrieg.

## Leben
Carter studierte Jura an der Cumberland University in Lebanon, Tennessee und anschließend für kurze Zeit an der University of Virginia, bevor er nach Cumberland zurückkehrte und dort seinen Abschluss machte. Daraufhin eröffnete er kurz vor Ausbruch des Bürgerkriegs eine Anwaltspraxis in Memphis, Tennessee.
Im Frühjahr 1861 trat er in das konföderierte Heer ein, als Hauptmann im 38. Tennessee Infanterie-Regiments. Am 6. und 7. April 1862 führte er seine Männer in seinem ersten großen Gefecht bei der Schlacht von Shiloh, ebenso am 8. Oktober des gleichen Jahres bei der Schlacht von Perryville in Kentucky und vom 31. Dezember 1862 bis 2. Januar 1863 bei der Schlacht am Stones River, woraufhin er mehrfach für seine Tapferkeit ausgezeichnet wurde. Nach der Schlacht am Chickamauga am 19. und 20. September 1863 wurden er und seine Männer zur Grenzsicherung eingesetzt. 1864 übernahm er das Kommando von Brigadegeneral Wright und führte seine neuen Truppen ab Mai 1864 im Atlanta-Feldzug. Am 7. Juli 1864 wurde er zum Brigadegeneral befördert und übernahm zwischenzeitlich das Kommando über die Division von Generalmajor Cheatham in der Schlacht von Jonesboro. Danach kehrte er nach Tennessee zurück um den Vormarsch der Unionstruppen zu verhindern.
Carter wurde am 30. November 1864 bei der Schlacht von Franklin tödlich verwundet und verstarb am 10. Dezember 1864 an den Folgen seiner Verletzung.